# Yūya Yoshizawa
Yūya Yoshizawa (japanisch 吉澤 佑哉 Yoshizawa Yūya; * 20. April 1986 in der Präfektur Tochigi) ist ein ehemaliger japanischer Fußballspieler.

## Karriere
Yoshizawa erlernte das Fußballspielen in der Jugendmannschaft von Kashima Antlers. Seinen ersten Vertrag unterschrieb er 2005 bei Kashima Antlers. Der Verein spielte in der höchsten Liga des Landes, der J1 League. Mit dem Verein wurde er 2007 japanischer Meister. Für den Verein absolvierte er drei Erstligaspiele. 2008 wechselte er zu Kamatamare Sanuki. Für den Verein absolvierte er 124 Ligaspiele. Ende 2013 beendete er seine Karriere als Fußballspieler.

## Erfolge
Kashima Antlers
- J1 League

Meister: 2007
- J.League Cup

Finalist: 2006
- Kaiserpokal

Sieger: 2007